# Wächterlymphknoten
Wächterlymphknoten, auch Sentinel-Lymphknoten, von engl. sentinel lymph node (SLN), ist ein Konzept in der Erkennung (Diagnose) und Behandlung (Therapie) bestimmter bösartiger Tumoren (Krebs), insbesondere Brustkrebs (Mammakarzinom), schwarzer Hautkrebs (malignes Melanom) und Prostatakrebs (Prostatakarzinom).
Als Wächterlymphknoten werden in diesem Konzept diejenigen Lymphknoten bezeichnet, die im Abflussgebiet der Lymphflüssigkeit eines bösartigen Tumors an erster Stelle liegen. Sind in diesen Lymphknoten bereits Verbände von Tumorzellen mit dem Lymphfluss verschleppt worden, so finden sich mit einer gewissen Wahrscheinlichkeit auch weitere Metastasen in der Umgebung. Sind dagegen die Wächterlymphknoten tumorfrei, ist die Wahrscheinlichkeit gering, dass weitere Lymphknotenmetastasen vorliegen. Daher kommt dem Status der Wächterlymphknoten (befallen oder nicht befallen) in der Diagnostik und der weiteren Therapie dieser Tumoren eine besondere Bedeutung zu.

## Durchführung

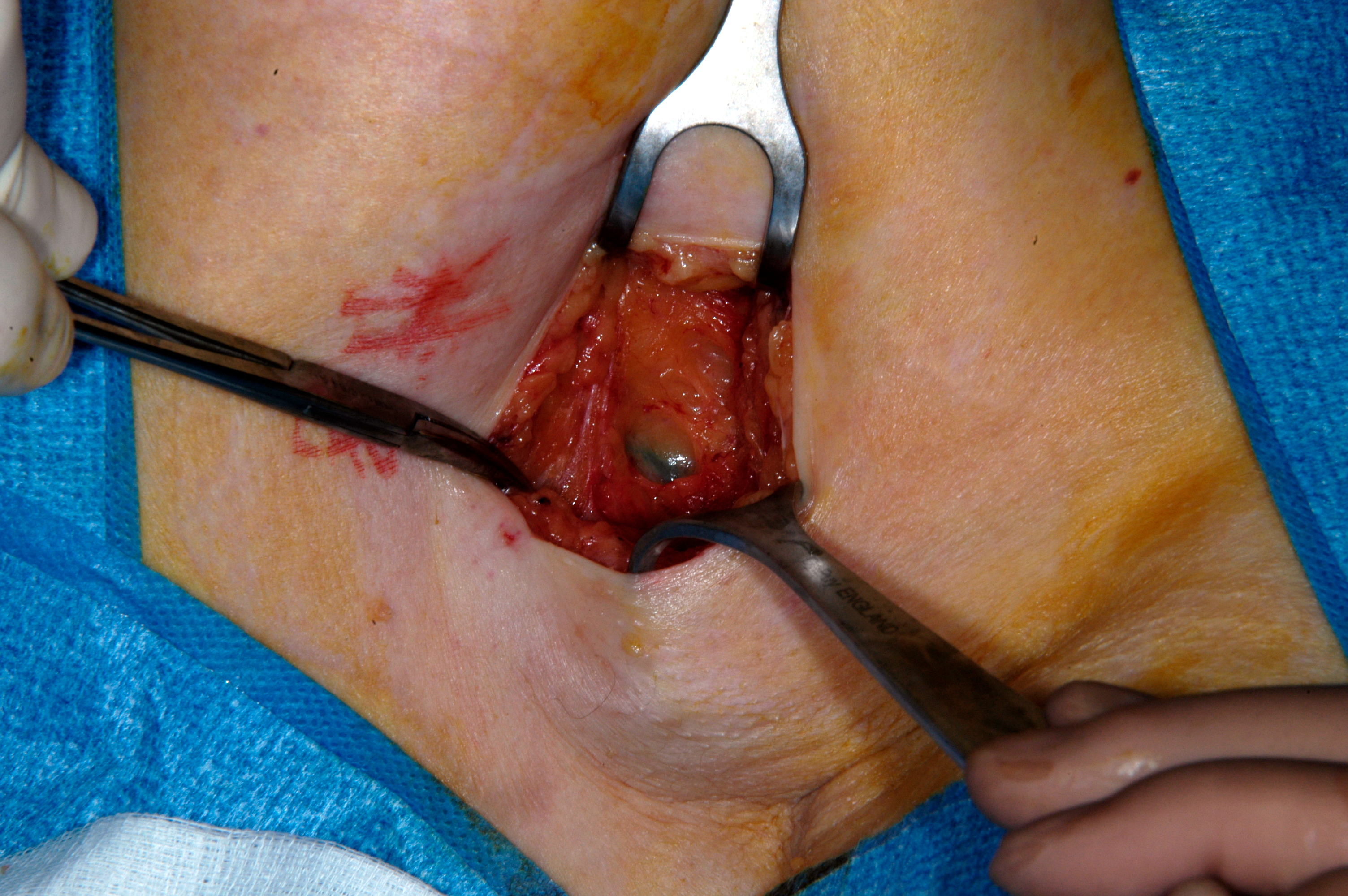
Blau gefärbter Wächterlymphknoten in der Achselgrube

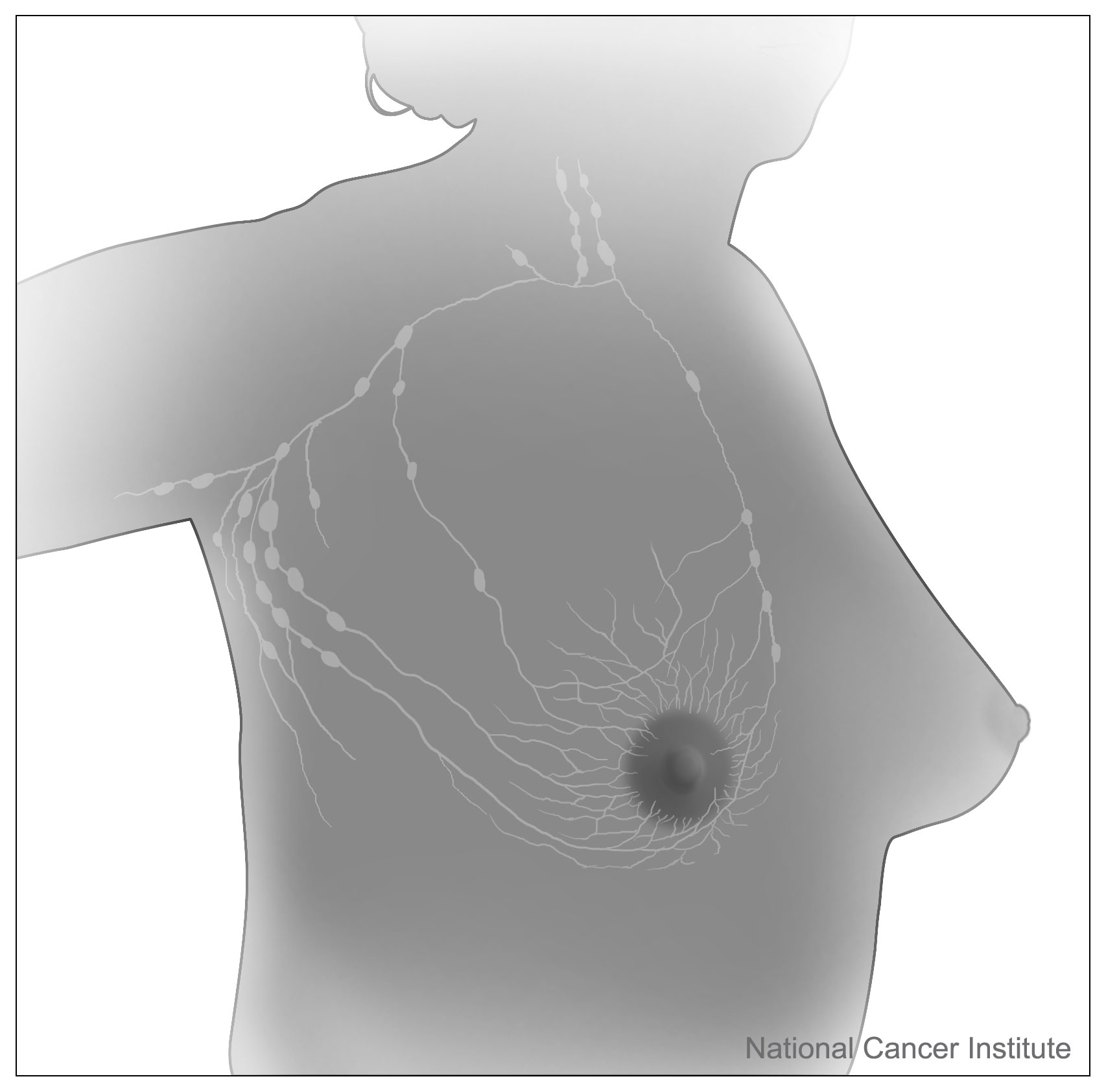
Lymphabflussbahnen und Lymphknoten in der weiblichen Brust, rechtsseitig

Die Identifizierung der Wächterlymphknoten erfolgt im Rahmen einer Lymphabstromszintigraphie (Wächterlymphknoten-Szintigrafie, Sentinel-Lymphknoten-Szintigrafie). Hierzu wird ein Protein als Nano-Kolloid mit radioaktivem 99mTechnetium markiert und in den Tumor (intratumoral) oder in das Gewebe in der Nähe des Tumors gespritzt (peritumoral); weitere Möglichkeiten sind innerhalb der Haut (intrakutan), um die Brustwarze herum (periareolär) oder in das Unterhautgewebe (subdermal). Der Marker verbreitet sich über denselben Lymphabflussweg wie etwaiges Tumorgewebe und reichert sich in einem oder mehreren Wächterlymphknoten an. Diese Anreicherungen werden mit szintigraphischen Aufnahmen und unter Zuhilfenahme einer Mess-Sonde dargestellt und auf der Körperoberfläche markiert. Die Zahl der zu markierenden Lymphknoten variiert von Fall zu Fall. 
In den Richtlinien dieser Untersuchung ist beim Mammakarzinom ein Bezugswert von 100–200 MBq 99mTc verzeichnet, wobei es je nach Krebserkrankung variieren kann.
Der oder die Wächterlymphknoten können anhand der Markierungen und mit Hilfe der Mess-Sonde unter Schonung der übrigen Lymphknoten (Non-Sentinel-Lymphknoten) operativ gezielt entfernt werden (Lymphadenektomie). Die Auffindbarkeit der Wächterlymphknoten wird durch eine intraoperative Kombination mit dem Farbstoff Patentblau V verbessert. Die entfernten Lymphknoten werden anschließend histopathologisch aufgearbeitet.

## Bedeutung
Der Befund der Wächterlymphknoten lässt weitere Aussagen über die Metastasierung des Tumors zu. Ist der Wächterlymphknoten nicht befallen, so kann mit hoher Wahrscheinlichkeit (bei Brustkrebs in 95 % der Fälle) davon ausgegangen werden, dass nachfolgende Lymphknoten ebenso wenig betroffen sind. In diesem Fall erübrigt sich also die Entfernung aller Lymphknoten der Achselhöhle (Axilladissektion). So können beispielsweise beim Mammakarzinom Nebenwirkungen einer Lymphknotenentfernung wie Lymphödeme etc. verhindert werden. In den seltenen Fällen, in denen sich überhaupt kein Wächterlymphknoten darstellt, liegt mit hoher Wahrscheinlichkeit ein tumoröser Befall von Lymphbahnen oder Lymphknoten vor.